# Chiesa di San Giovanni Battista e Sant'Elena
La chiesa di San Giovanni Battista e Sant'Elena (in inglese Church of St. John the Baptist and St. Helen) è la parrocchiale anglicana che si trova a Wroughton, villaggio e parrocchia civile della contea del Wiltshire nel Sud Ovest dell'Inghilterra. Il luogo di culto risale al XIII secolo, rientra nella diocesi di Bristol ed è considerato monumento classificato di prima categoria per il suo particolare interesse storico e architettonico.

## Storia

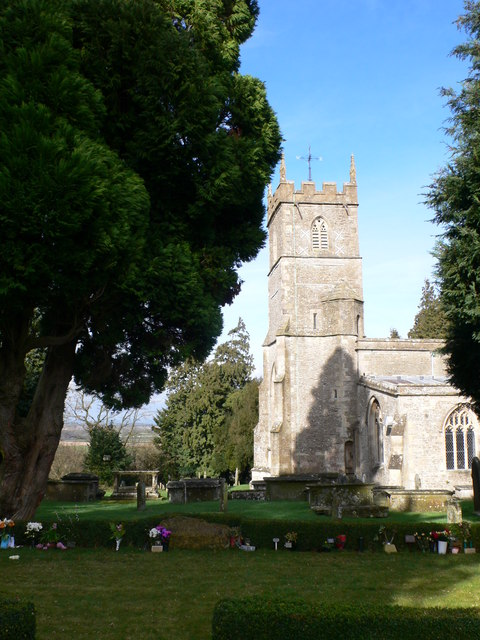
Chiesa di San Giovanni Battista e Sant'Elena

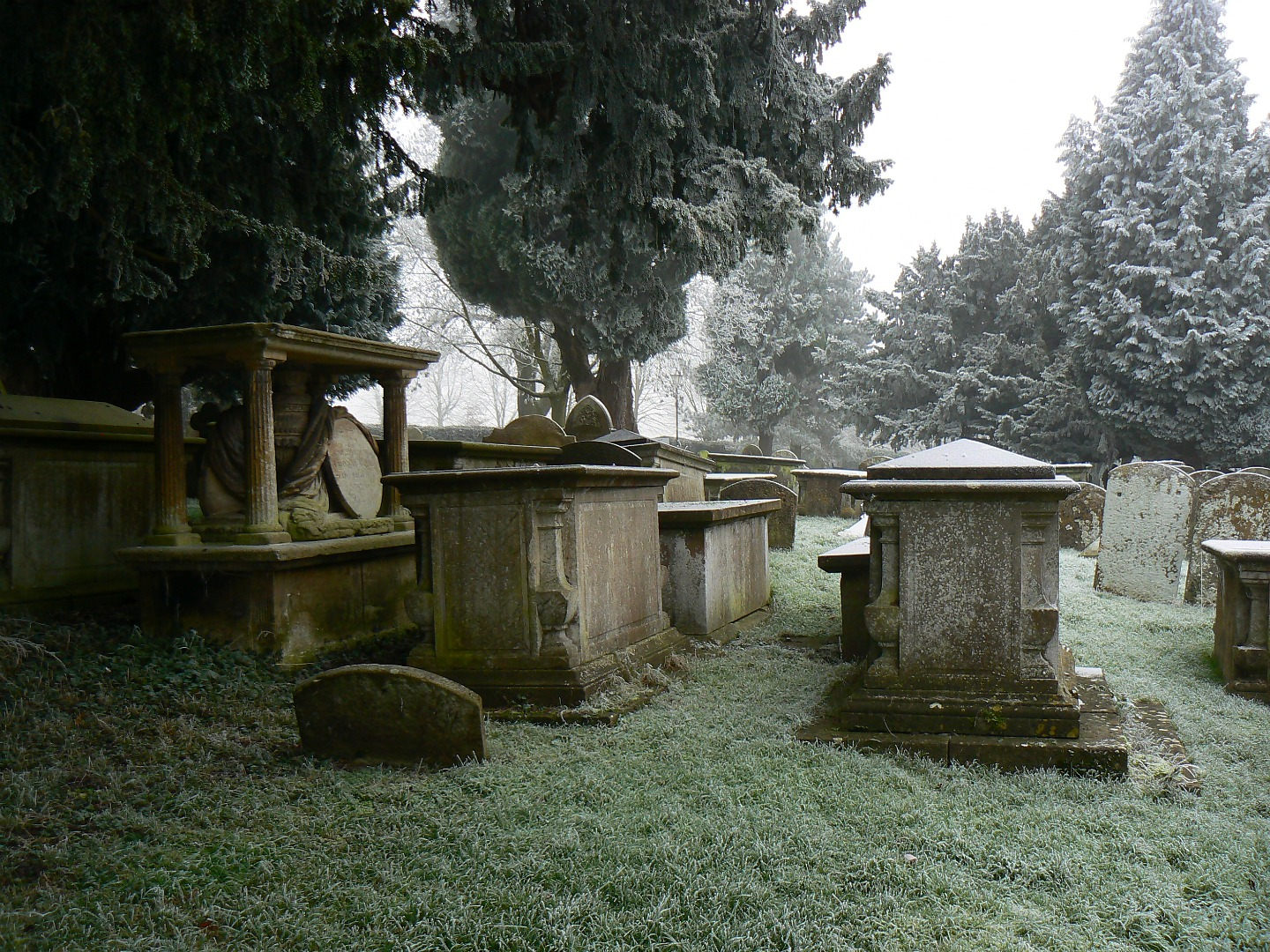
Particolare del cimitero della comunità accanto alla chiesa

La chiesa venne edificata attorno al XIII secolo anche se i portali nord e sud della navata centrale risalgono entrambi al XII secolo e, sebbene rifatti, potrebbero originariamente aver immesso in una navata centrale a navate laterali, il cui porticato settentrionale sembra essere sopravvissuto fino al restauro del XIX secolo. Nel XIV secolo il presbiterio fu ricostruito, presumibilmente in dimensioni maggiori rispetto al suo predecessore, e furono ricostruite anche le prime due campate del porticato meridionale. La campata occidentale di quel porticato risale al XV secolo ed è probabilmente il risultato di una ricostruzione tardiva dell'originale del XII secolo. Nel XV secolo furono aggiunti la torre, il portico, la cappella settentrionale e la sagrestia, e le pareti esterne di entrambe le navate laterali furono ricostruite. Questi lavori coincisero probabilmente con la costruzione del cleristorio e di un nuovo tetto della navata.
Fino al XIX secolo, l'interno della chiesa ospitava una notevole collezione di banchi e gallerie. Oltre ai banchi a cassetta che riempivano la navata centrale e le navate laterali, c'era un banco privato nella cappella settentrionale e un altro, a forma di galleria, all'estremità occidentale del presbiterio. All'estremità occidentale della navata centrale si trovavano due gallerie sovrapposte, quella superiore presumibilmente destinata a un coro o a una banda musicale. Oltre al porticato settentrionale, ricostruito in stile trecentesco. Nel XIX secolo i lavori ai quali fu sottoposta portarono ad altre perdite strutturali che riguardarono la cappella e la sagrestia sul lato nord del presbiterio e diverse finestre, in particolare quelle nella navata meridionale, con capitelli quadrati, ricostruite in stile trecentesco. In passato nella chiesa si trovava un altro fonte battesimale dell'inizio del XIV secolo. I registri dei battesimi iniziano nel 1653 e quelli dei matrimoni e delle sepolture nel 1654. Questi documenti sono tutti completi.

## Descrizione
L'English Heritage ha inserito dal 26 gennaio 1955 la chiesa di San Giovanni Battista e Sant'Elena di Wroughton tra gli edifici storici come monumento classificato di prima categoria col numero 1355917. La chiesa appartiene alla diocesi di Bristol.

### Esterni
La chiesa di San Giovanni Battista e Sant'Elena si trova a ovest del villaggio di Wroughton nella contea del Wiltshire nel Sud Ovest dell'Inghilterra, in direzione della frazione di Elcombe. La chiesa è costruita in pietra di Sarsen lavorata e presenta una pianta con presbiterio e cappella settentrionale che ospita anche il vano per l'organo, la navata centrale e le navate laterali coi lucernari e il portico meridionale. La torre campanaria è occidentale. Della originale chiesa normanna restano solo i torrioni nord e sud e forse le basi delle arcate.
L'apice sopra l'arco del presbiterio presenta un campanile a vela restaurato. La maggior parte delle finestre è in stile gotico inglese, la finestra orientale è a cinque luci con traforo superiore a mandorla. Le finestre del lucernario sono a testa quadrata con luci a foglia. La porta sud è di fine XII secolo con ordine orizzontale e croci di Sant'Andrea, capitelli fogliati su sottili fusti ad angolo. La porta nord e a sesto acuto, risale al 1200 circa e ha capitelli smerlati. La torre si alza su tre piani e si conclude con la merlatura e con i pinnacoli angolari. I piani sono alti, rafforzati da contrafforti diagonali al piano terra e al primo piano. Il piano superiore, probabilmente aggiunto in tempi successivi, ha la cella campanaria che si apre con due finestre traforate. Ci sono sei campane. Una campana del 1660 è stata fusa da William Purdue di Salisbury. Una è del 1622. Una è del 1596 ed è opera di John Wallis di Salisbury. La quarta è del 1784, opera di Robert Wells di Aldbourne. La quinta, del 1624, è stata fusa da John Danton di Salisbury e la sesta, del 1955, è di Mears e Stainbank di Whitechapel. Il campanile a vela all'estremità orientale del tetto della navata proveniva da Lawn, l'ex residenza della famiglia Goddard a Swindon, nel 1966 per sostituirne uno precedente. Le coperture del tetto sono parzialmente in piombo. Nel cimitero si conservano molte lapidi del XVII e XVIII secolo, tra cui una tripla sul lato nord. Diverse tombe a cassa a sud, diverse delle quali nascoste da immensi alberi fuori dal portico sud.

### Interni
La sala è di grandi dimensioni con tre navate. La navata centrale è a doppie arcate a sesto acuto smussate con modanature a pendio. L'arcata nord risale al 1846 e probabilmente sostituisce una precedente arcata normanna. La copertura del soffitto della navata risale ai secoli XIV e XV e mostra travi principali modanate per un tetto a cassettoni a bassa pendenza, arcarecci superiori arcuati, capriate ad arcate con rinforzi su mensole intagliate. Nel presbiterio il soffitto è a controvento e risale al XIX secolo con mensole a martello. Nella navata sud il dossale medievale è ad arcate. I sedili sono raffinati, con archi ogee a uncinetto. L'acquasantiera è intagliata. Sedili e acquasantiera sono probabilmente del XIV secolo. Nel prebiterio si conservano monumenti commemorativi dedicati ai Benets e ai Buttons e ai Codrington, del XVIII secolo. L'epitaffio per William Sadler è di inizio XVII secolo e menziona l'Armada. La grande cassa parrocchiale con legatura in ferro si trova nella navata. Il pulpito fu donato da H. W. M. Light, vicario dal 1840 al 1875. Lo stemma reale nella navata laterale sud è datato 1817.